# Tineke Bartels
Martina Maria Anna Antonia Bartels-de Vries –conocida como Tineke Bartels– (Eindhoven, 6 de febrero de 1951) es una jinete neerlandesa que compitió en la modalidad de doma. Su hija Imke Schellekens-Bartels compitió en el mismo deporte.
Participó en cuatro Juegos Olímpicos de Verano, obteniendo dos medallas de plata en la prueba por equipos, en Barcelona 1992 (junto con Anky van Grunsven, Ellen Bontje y Annemarie Sanders) y en Atlanta 1996, (con Anky van Grunsven, Sven Rothenberger y Gonnelien Rothenberger), el cuarto lugar en Los Ángeles 1984 y el quinto en Seúl 1988, en la misma prueba.
Ganó una medalla de plata en el Campeonato Mundial de Doma de 1986 y tres medallas en el Campeonato Europeo de Doma entre los años 1987 y 1995.

## Palmarés internacional
| Juegos Olímpicos   | Juegos Olímpicos          | Juegos Olímpicos  | Juegos Olímpicos |
| Año                | Lugar                     | Medalla           | Categoría        |
| ------------------ | ------------------------- | ----------------- | ---------------- |
| 1992               | Barcelona (España)        | Medalla de plata  | Por equipos      |
| 1996               | Atlanta (Estados Unidos)  | Medalla de plata  | Por equipos      |
| Campeonato Mundial |                           |                   |                  |
| Año                | Lugar                     | Medalla           | Categoría        |
| 1986               | Cedar Valley (Canadá)     | Medalla de plata  | Por equipos      |
| Campeonato Europeo |                           |                   |                  |
| Año                | Lugar                     | Medalla           | Categoría        |
| 1987               | Leicester (Reino Unido)   | Medalla de bronce | Por equipos      |
| 1991               | Donaueschingen (Alemania) | Medalla de bronce | Por equipos      |
| 1995               | Mondorf (Luxemburgo)      | Medalla de plata  | Por equipos      |